# Léotoing

Léotoing este o comună în departamentul Haute-Loire, Franța. În 2009 avea o populație de 205 de locuitori.